# Sigurd Nilsson
Sigurd Nilsson   (Suècia, 11 de gener de 1910 - 12 de febrer de 1972) va ser un esquiador de fons suec que va competir durant la dècada de 1930. En el seu palmarès destaca una medalla de bronze al Campionat del Món d'esquí nòrdic de 1938.